# Ajuan Mance
Ajuan Mance (née le 19 septembre 1966 aux États-Unis) est une universitaire et dessinatrice américaine.
Mance enseigne l'anglais à Mills College, une université d'arts libéraux pour femmes située à Oakland, à Californie, et est spécialiste de littérature afro-américaine.
Elle est également connue pour sa série de portraits 1001 Black Men, qu'elle a publiée en ligne entre 2010 et 2017 pour explorer la diversité des masculinités afro-américaines.

## Œuvres
- Participation à : Diane Noomin et collectif, Drawing Power: Women's stories of sexual violence, harassment and survival, Abrams Books, 2019 (ISBN 9781419736193), prix Eisner de la meilleure anthologie 2020[3]
  - traduit en français par Samuel Todd sous le titre Balance ta bulle : 62 dessinatrices témoignent du harcèlement et de la violence sexuelle, Massot Éditions, 2020  (ISBN 978-2380352283)